# Élection présidentielle américaine de 1828
L'élection présidentielle américaine de 1828 participa activement de la recomposition et de la nouvelle bipolarisation de la vie politique américaine. Elle se solda par la défaite du président sortant, John Quincy Adams et l'élection de son rival Andrew Jackson.
Elle apparut comme la revanche de l'élection de 1824, lorsque Jackson, qui était arrivé en tête du collège électoral et du vote des citoyens, s'était vu préférer Adams par la Chambre des Représentants.
Elle fut à l'origine de la création du Parti démocrate actuel, fondé dans la foulée de l'élection par les partisans de Jackson, mais aussi du Parti républicain national, qui fut à l'origine du Parti whig américain.

## Désignation des Grands électeurs
Les 24 États de l'Union participèrent à la désignation des grands électeurs. Seuls deux d'entre eux, le Delaware et la Caroline du Sud conservèrent la désignation des électeurs par la législature de l'État.
Tous les autres optèrent pour le vote direct des citoyens, essentiellement au niveau national, le parti arrivant en tête emportant tous les sièges, ou par le biais de circonscriptions spécifiques (Maryland et Tennessee), le Maine et l'État de New York choisissant un système mixte.
Cette généralisation de l'élection directe des grands électeurs et le fait que les États avaient tous abandonné les restrictions au droit de vote pour l'élection présidentielle font que cette élection peut être considérée comme la première se déroulant globalement selon le système encore en vigueur de nos jours.
261 grands électeurs furent désignés et participèrent à l'élection du président et du vice-président.

## Campagne électorale
Bien que la rupture fut totale entre les démocrates Jacksoniens et les partisans du président Adams, les deux factions de l'ancien parti démocrate-républicain ne s'étaient pas encore constituées en partis politiques dignes de ce nom.
Il n'y eut donc aucun processus identifié de désignation des deux candidats. Dès lors que John Quincy Adams se déclara, se réclamant d'ailleurs d'une étiquette de « républicain national », il était évident que Jackson, qui n'avait pas digéré sa défaite, ferait de même.
Pendant toute la durée de son mandat, Adams n'était guère parvenu à élargir son audience. Il restait prisonnier d'Henry Clay, à qui il devait son élection, mais qui le méprisait assez ouvertement.
Jackson, au contraire, avait mis à profit ces quatre années pour se trouver des alliés. Le plus notable fut le vice-président  John Caldwell Calhoun, qui se rallia à lui et se présenta à sa réélection. Mais le plus efficace et le plus important fut sans doute le sénateur de New York Martin Van Buren, qui avait soutenu Crawford en 1824, et qui orchestra la campagne et le ralliement d'élus New Yorkais et Virginiens. Il reçut également le soutien de l'ancien président Thomas Jefferson.
La campagne fut particulièrement peu reluisante, les deux partis usant de calomnie pour tenter de discréditer l'adversaire.
Les républicains nationaux, partisans d'Adams, rappelèrent que le second mariage de Jackson avait été annulé car au moment de sa célébration, sa femme Rachel n'était toujours pas divorcée de son premier mari. Celle-ci fut particulièrement choquée de cette accusation et s'estima déshonorée. Son époux considérait d'ailleurs ses adversaires coupables de la mort de celle-ci, le 22 décembre 1828.
D'un point de vue plus politique, Jackson fut accusé d'avoir fait preuve d'arbitraire dans le traitement de certains déserteurs supposés, mais aussi de cruauté dans des massacres d'indiens qu'il aurait ordonnés ou organisés.
Mais, les jacksoniens ne furent pas en reste. Ils exhumèrent une vieille affaire de mœurs, datant de l'époque où Adams était ambassadeur en Russie, et où il aurait contraint une domestique américaine à céder aux avances du tsar. On dit aussi qu'il avait utilisé de l'argent public pour équiper la résidence officielle du président d'une salle de jeux (il s'agissait en fait de l'achat d'un jeu d'échecs et d'un billard, mais les citoyens imaginèrent la Maison-Blanche transformée en tripot !).
De fait, ces attaques, qui n'étaient pas le fait des candidats eux-mêmes, mais bien plutôt de leurs partisans, cachaient l'absence de fond politique à leur opposition. Celle-ci était plus dans le style que dans la politique à mener. Bien qu'accusé de faire resurgir l'aristocratisme des fédéralistes, Adams était certes le candidat des élites sociales et intellectuelles, mais aussi un libéral que n'aurait pas renié Thomas Jefferson.
À l'opposé, Jackson, qui se réclamait au contraire d'un certain populisme, était beaucoup plus proche de l'autoritarisme, voire de l'autocratie que les démocrates-républicains contestaient chez leurs adversaires.
Les partisans d'Adams insistèrent d'ailleurs sur ce point, dénonçant la démagogie du personnage, et tentant de le faire passer pour un soudard sans esprit. C'était un mauvais calcul : le changement de mode de désignation des grands électeurs, l'élargissement du corps électoral des citoyens, jouaient en faveur du candidat le plus proche du peuple dans son attitude et son comportement. Et Adams en était très loin.

## Résultats
Bien que l'écart en voix ne fût pas gigantesque, l'élection apparut comme un raz-de-marée en faveur de Jackson, car Adams n'emporta que huit États, dont ceux, acquis d'avance, de la Nouvelle-Angleterre. Andrew Jackson fut donc élu président, et son colistier Calhoun réélu vice-président (ce fut d'ailleurs l'unique cas historique d'un vice-président réélu comme colistier de l'adversaire du président sortant).
| Candidats                            | Candidats                                       | Candidats                  | Grands électeurs | Vote populaire | Vote populaire |
| Présidence                           | Vice-présidence                                 | Parti                      | Grands électeurs | Voix           | %              |
| ------------------------------------ | ----------------------------------------------- | -------------------------- | ---------------- | -------------- | -------------- |
| Andrew Jackson                       |                                                 | Parti démocrate            | 178              | 642 553        | 56,0 %         |
|                                      | John Caldwell Calhoun                           | Parti démocrate            | 171              |                |                |
|                                      | William Smith (en), sénateur de Caroline du Sud | Parti démocrate            | 7                |                |                |
| John Quincy Adams, président sortant | Richard Rush, secrétaire au Trésor              | Parti national-républicain | 83               | 500 897        | 43,6 %         |
| Autres candidats                     |                                                 |                            |                  | 4 568          | 0,4 %          |
| Total                                | Total                                           | Total                      | 261              | 1 148 018      | 100,00 %       |